# Bildtafel der Verkehrszeichen in der Republik Italien von 1959 bis 1992
Die Bildtafel der Verkehrszeichen in der Republik Italien von 1959 bis 1992 zeigt die Verkehrszeichen in der Republik Italien, wie sie durch die italienische Straßenverkehrs-Ordnung (Codice della Strada) in der Fassung vom 15. Juni 1959 durch ein Dekret des Präsidenten genehmigt worden ist. Diese bisher langlebigste Straßenverkehrsordnung Italiens blieb bis zum 31. Dezember 1992 in Kraft. Die anschließende, neue Ordnung wurde am 1. Januar 1993 rechtsgültig.
Nach dem Zweiten Weltkrieg unterblieb lange Zeit eine Neuordnung der Verkehrszeichen. In der Regel wurden die Vorgaben der bisherigen Straßenverkehrsordnung übernommen und weitergeführt. Erst mit der Neufassung von 1959 wurden neue Regeln gültig. Sie betrafen Formgebung, Größe und Farbe der verschiedenen Verkehrszeichen. Zudem wurde eine neue Aufschlüsselung der verschiedenen Klassifikationen festgelegt:
- Warnzeichen
- Verbotszeichen
- Gebotszeichen
- Hinweiszeichen

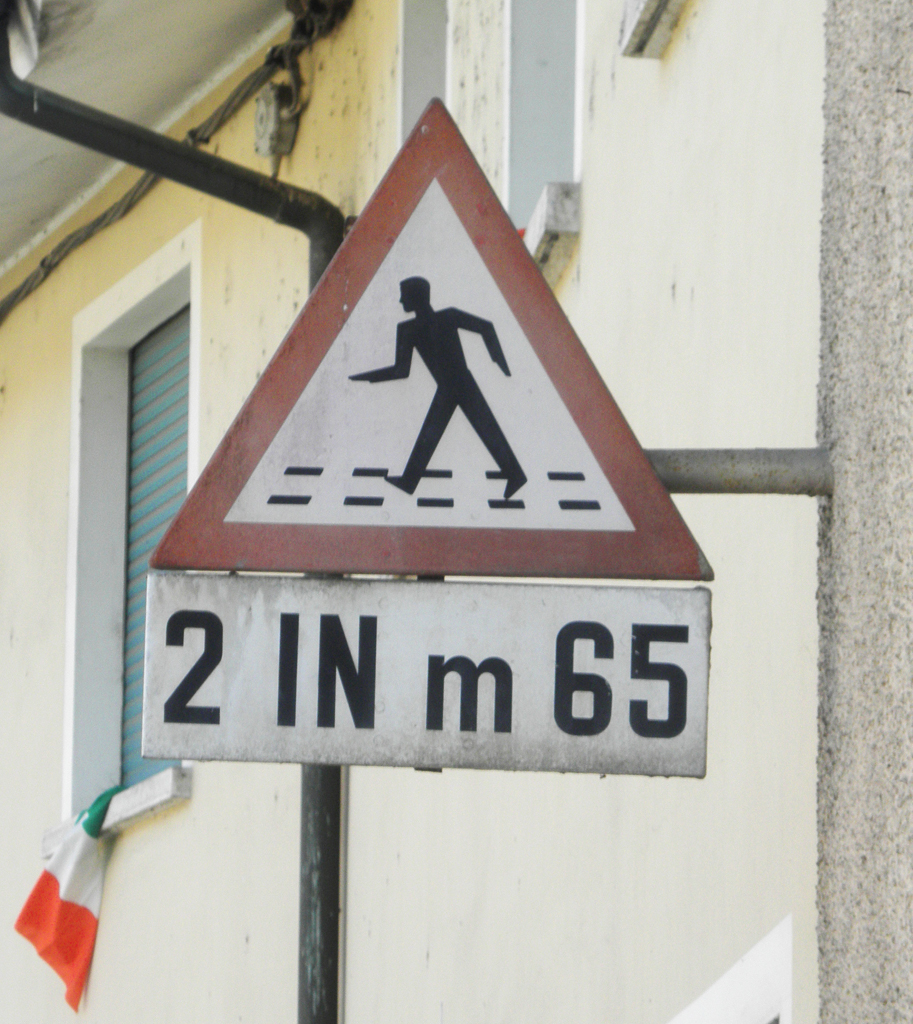
In der Verkehrsordnung von 1959 war noch keine schmale, weiße Umrandung der Zeichen vorgesehen. Diese wurde erst in einer späteren, überarbeiteten Fassung eingeführt.

Der Protest einiger italienischer Verbände gegen die Einführung der Straßenverkehrsordnung von 1959 wurde zum Mitauslöser für den Sturz des damaligen Ministerpräsidenten Amintore Fanfani (1908–1999). Im Laufe ihrer langen Nutzungsdauer änderten sich die ursprünglichen Vorgaben zu den Verkehrszeichen. So wurden unter anderem die Sinnbilder teilweise modernisiert und die Schilder selbst erhielten eine dünne, weiße Umrandung. 1988 galt die anfangs als vorbildlich eingeschätzte Straßenverkehrsordnung als vollständig veraltet, da bis dahin keine einzige Novelle veröffentlicht worden war, um sie an die stetig zunehmenden Verkehrsdichte anzupassen.

## Farben
Die Farben richteten sich nach dem 1931 festgelegten CIE-Lab-Farbraum. Rote und weiße Flächen sollten rückstrahlend wirken. Die reflektierenden Materialien mussten hitzebeständig sein, dem Sonnenlicht widerstehen, gegen Wintersalz, Thermoschock, Abrieb und Lösungsmitteln beständig sein. Insbesondere die selbstklebenden Scotchlite-Reflexfolien wurden für diesen Zweck eingesetzt. Diese Folien konnten in verschiedenen Farben erworben werden und waren 0,2 Millimeter stark. Sie besaßen eine glatte Oberfläche unter der mikroskopisch kleine Glaskügelchen eingebettet waren, die bei auffallendem Licht einen selbstreflektierenden Effekt hervorriefen. Eine weitreichende Verbreitung der Folie wurde durch den aufwendigen Herstellungsprozess verhindert, denn die Folien mussten von Hand ausgeschnitten werden.
Die Abgrenzung der vorgegebenen farblichen Normwerte folgte dem CIE-Normvalenzsystem. Das Einhalten der Farbgrenzen für das rote und weiße rückstrahlende Material sollte mit Geräten überprüft werden, die eine Glühlampe besaßen, deren Glühfäden aus Wolfram bestanden und ein Weißlicht von 2848 K erzeugten. Die minimale Temperatur sollte 2300 K nicht unterschreiten.

## Typographie
Die typographische Grundlage bildeten groteske Schriftschnitte, die bereits in den 1920er-Jahren zum Einsatz gekommen waren und in ähnlicher Form europaweite Verbreitung fanden. Ab 1979 fand eine neue Schriftart Eingang in Schilderherstellung, die Alfabeto Normale mit ihrem schmalen Schnitt, der Alfabeto Stretto. Die Schriften wurden 1993 offizieller Bestandteil der Straßenverkehrs-Ordnung. Auch die italienische Staatsbahn Ferrovie dello Stato nutzte von 1982 bis 2000 die neue Schriftfamilie. Italien folgte damals typographischen Bemühungen zu einer Verbesserung der Lesbarkeit. Unter anderem auch in Deutschland zogen zur selben Zeit – 1980 – neue typographische Gestaltungsvorgaben in die Straßenverkehrsordnung ein.

## Herstellung
Die weißen und farbigen Bereiche der Schilder mussten rückstrahlend ausgeführt sein, während die schwarzen Sinnbilder keine rückstrahlende Wirkung haben sollten. Werbung – insbesondere Leuchtreklame – war in Zusammenhang mit Verkehrszeichen verboten, um das Blenden von Fahrzeugen oder das Verwechseln mit Verkehrseinrichtungen zu vermeiden. Bei den für Italien typischen Blechausführungen der Schilder wurde zu Beginn der 1960er-Jahre die Grundierung im Tauchbecken aufgetragen. Anschließend konnte die gewünschte Grundfarbe in Handarbeit aufgesprüht werden. Die Profilierung der Ränder – speziell bei den runden Schildern – erfolgte vor der Grundierung mithilfe einer Presse. Bei den späteren Zeichen, nach Einführung der weißen Umrandung, entfiel diese Profilierung.

## Warnzeichen (Segnali di Pericolo)
Die Warnzeichen besaßen die Form eines gleichseitigen Dreiecks. Der Hintergrund des Schildes war weiß, der Rand rot zu halten. Die Sinnbilder mussten in schwarz erscheinen. In ihrer normalen Größe besaßen die Längsseiten der Schilder eine Länge von 90 Zentimetern. Kleinere Ausführungen mussten eine Länge von 60 Zentimetern gewährleisten. Sie sollten 150 Meter vor der Gefahrenstelle warnen. Nur in Fällen, in denen eine solche Entfernung nicht möglich war, konnte eine nähere Aufstellung erfolgen. In einem solchen Fall war die Entfernung auf einer weißen, rechteckigen Zusatztafel anzugeben.

Bild 1: Querrinne oder Kuppe (Cunetta o dosso)
Bild 2: Gefährliche Kurve (Curve pericolose): a) Rechtskurve (Curva a destra)
Bild 3: Gefährliche Kurve (Curve pericolose): b) Linkskurve (Curva a sinistra)
Bild 4: Gefährliche Kurve (Curve pericolose): c) Doppelkurve – zunächst rechts (Doppia curva la prima a destra)
Bild 5: Gefährliche Kurve (Curve pericolose): d) Doppelkurve – zunächst links (Doppia curva la prima a sinistra)
Bild 6: Kreuzung (Incrocio)
Bild 7: Vorfahrt (Incrocio con una strada senza diritto di precedenza)
Bild 8: Bahnübergang (Passaggio a livello): Beschrankter Bahnübergang, (Passaggio a livello con barriere)
Bild 9: Bahnübergang (Passaggio a livello): Unbeschrankter Bahnübergang (Passaggio a livello senza barriere)
Bild 10 a: Bahnübergang (Passaggio a livello): Warnkreuz (Croce di S. Andrea)
Bild 10 b: Bahnübergang (Passaggio a livello): Warnkreuz mit automatischen Leuchtsignalen (Croce di Sant'Andrea con segnalazione luminosa automatica)
Bild 11 a: Bahnübergang (Passaggio a livello): Doppelwarnkreuz für mehrgleisigen Bahnübergang (Doppia croce di S. Andrea)
Bild 11 b: Bahnübergang (Passaggio a livello): Doppelsignalkreuz für mehrgleisige Bahnübergänge mit automatischen Leuchtsignalen (Croce di Sant'Andrea doppia con segnalazione luminosa automatica)
Bild 12: Bahnübergang (Passaggio a livello): Entfernungsbaken vor einem unbeschrankten Übergang  (Pannelli distanziometrici ad un passaggio a livello con barriere o semibarriere)
Bild 13: Bahnübergang (Passaggio a livello): Entfernungsbaken vor einem beschrankten Übergang  (Pannelli distanziometrici ad un passaggio a livello senza barriere)
Bild 14: Gefährliches Gefälle (Discesa pericolosa)
Bild 15: Engpass (Strettoia), 1960
Bild 15: Engpass (Strettoia)
Bild 16: Bewegliche Brücke (Ponte mobile)
Bild 17: Baustelle (Lavori)
Bild 18: Schleudergefahr (Strada sdrucciolevole), 1960
Bild 18: Schleudergefahr (Strada sdrucciolevole)
Bild 19: Fußgängerüberweg (Passaggio per pedoni)
Bild 20: Kinder (Bambini)
Bild 21 a: Wildwechsel (Animali selvatici)
Bild 21 b: Tiere (Animali)
Bild 22: Allgemeine Gefahrstelle (Pericolo generico)
Bild 23 a: Vorfahrt achten! (Dare precedenza)
Bild 23 b: Vorfahrts- und Vorfahrtszeichen, die am selben Mast montiert sind (Dare precedenza e priorità)
Bild 24: Vorfahrt achten in 150 Metern (Preavviso di dare precedenza a 150 metri)
Bild 25: Gegenverkehr (Doppio senso di circolazione)
Bild 26 a: Verkehrszufluss von rechts (Confluenza a destra)
Bild 26 b: Verkehrszufluss von links (Confluenza a sinistra)

## Verbotszeichen (Segnali di divieto)
Die scheibenförmigen Verbots- und Gebotszeichen besaßen mit Ausnahme des Stopschildes und des Zeichens für Überholverbot und Aufhebung des Überholverbots einen Durchmesser von 60 Zentimetern, kleinere Ausführungen mussten noch 40 Zentimeter haben. Zur Aufhebung des Verbots- oder Gebotszeichens war das Schild nochmals aufzustellen. Dann jedoch mit einer weißen Zusatztafel, auf der in schwarzer Schrift das Wort FINE (Ende) erschien. Die Zusatztafeln mussten maximale Abmessungen von 45 × 25 Meter und minimale Abmessungen von 40 × 20 Meter besitzen.

### Art. 53: Allgemeines (Caratteristiche generali)

#### a) Verbotszeichen (Segnali di divieto)

Bild 27 a: Rechtsabbiegen verboten (Divieto di svolta a destra)
Bild 27 b: Linksabbiegen verboten (Divieto di svolta a sinistra)
Bild 28: Verbot der Durchfahrt in beide Richtungen (Divieto di transito nei due sensi)
Bild 29: Verbot der Einfahrt (Divieto di accesso)
Bild 30: Wendeverbot (Divieto di inversione)
Bild 31 a: Überholverbot für Kraftfahrzeugen aller Art (Divieto di sorpasso per tutti gli autoveicoli)
Bild 31 b: Ende des Überholverbotes für Kraftfahrzeugen aller Art (Fine del divieto di sorpasso per tutti gli autoveicoli)
Bild 32 a: Überholverbot zwischen Lastkraftwagen (Divieto di sorpasso fra gli autotreni)
Bild 32 b: Ende des Überholverbotes zwischen Lastkraftwagen (Fine del divieto di sorpasso tra autotreni)
Bild 33: Verbot für Gespannfuhrwerke (Transito vietato ai veicoli a trazione animale)
Bild 34: Verbot für Fußgänger (Transito vietato ai pedoni)
Bild 35: Verbot für Fahrräder (Transito vietato alle biciclette)
Bild 36: Verbot für Krafträder (Transito vietato ai motocicli)
Bild 37: Verbot für Handfahrzeuge (Transito vietato ai veicoli a braccia)
Bild 38: Verbot für alle Kraftwagen (Transito vietato agli autoveicoli)
Bild 39: Verbot für Kraftomnibusse (Transito vietato agli autobus)
Bild 40: Verbot für Lastkraftwagen (Transito vietato agli autocarri)
Bild 41: Verbot für Fahrzeuge mit einer Gesamtbreite von … Metern (Transito vietato ai veicoli aventi larghezza superiore a … metri)
Bild 42: Verbot für Fahrzeuge deren Gesamthöhe … Meter überschreitet (Transito vietato ai veicoli aventi altezza totale superiore a … metri)
Bild 43: Verbot für Fahrzeuge, die bei einem vollen Ladungsgewicht über … Tonnen wiegen (Transito vietato ai veicoli aventi un peso a pieno carico superiore a ... tonn.)
Bild 44: Verbot für Fahrzeuge mit einer Achslast von mehr als … Tonnen (Transito ai veicoli aventi peso per asse superiore a … tonn.)
Bild 45 a: Zulässige Höchstgeschwindigkeit (Limitazione di velocità)
Bild 45 a: Zulässige Höchstgeschwindigkeit (Limitazione di velocità)
Bild 45 a: Zulässige Höchstgeschwindigkeit (Limitazione di velocità)
Bild 45 a:  Ende der zulässigen Höchstgeschwindigkeit (Fine della limitazione di velocità)
Bild 45 b:  Ende der zulässigen Höchstgeschwindigkeit (Fine della limitazione di velocità)
Bild 45 b:  Ende der zulässigen Höchstgeschwindigkeit (Fine della limitazione di velocità)
Bild 45 b:  Ende der zulässigen Höchstgeschwindigkeit (Fine della limitazione di velocità)
Bild 46: Verbot akustischer Signale (Divieto di segnalazioni acustiche)
Bild 47: Geregeltes Parken (z. B. Parken mit Parkscheibe) (Sosta regolamentata)
Bild 48: Parkverbot (Sosta vietata)
Bild 49 a: Parkverbot an wechselnden Tagen (Sosta vietata a giorni alterni)
Bild 49 b: Parkverbot an wechselnden Tagen (Sosta vietata a giorni alterni)

#### b) Gebotszeichen (Segnali di obbligo)

Bild 50: Halt! Vorfahrt achten! (Arresto all'incrocio), 1959
Bild 50: Halt! Vorfahrt achten! (Arresto all'incrocio)
Bild 51: Haltzeichen an Zollkontrollen (Alt - Dogana)
Bild 52: Haltzeichen an Polizeikontrollen (Alt - Polizia)
Bild 53: Haltepflicht gegenüber von Linienomnibussen auf Bergstraßen. (Obbligo di arresto all'incrocio con autobus di linea su strade di montagna)
Bild 54 a: Vorgeschriebene Fahrtrichtung – Rechts (Direzione obbligatoria a destra)
Bild 54 b: Vorgeschriebene Fahrtrichtung - Links (Direzione obbligatoria a sinistra)
Bild 55 a: Vorgeschriebene Fahrtrichtung -  rechts vorbei (Direzione obbligatoria - passare dal lato destro)
Bild 55 b: Vorgeschriebene Fahrtrichtung - links vorbei (Direzione obbligatoria - passare dal lato sinistro)
Bild 55 c: Vorgeschriebene Fahrtrichtung - Geradeaus (Direzione obbligatoria dritto)
Bild 57: Kreisverkehr; vorgeschriebene Fahrtrichtung: Rechts (Rotatoria)
Vorgeschriebene Fahrtrichtung: Rechts oder Links (Direzioni consentite: destra o sinistra)
Vorgeschriebene Fahrtrichtung: Links oder geradeaus (Direzioni consentite: sinistra o dritto)
Bild 58 c: Vorgeschriebene Fahrtrichtung: Rechts oder geradeaus (Direzioni consentite: destra o dritto)
Bild 59: Radweg (Pista ciclabile)
Bild 60: Fußgängerweg (Viale pedonale)
Bild 61: Reitweg (Riservato ai quadrupedi)
Bild 62: Krafträder (Motopista)
Bild 63: Kraftfahrstraße (Riservato alle autovetture)
Bild 64: Vorgeschriebene Mindestgeschwindigkeit (Limite minimo di velocità)
Bild 65: Dem Gegenverkehr Vorrang gewähren! (Dare la precedenza nei sensi unici alternati)

## Hinweiszeichen (Segnali di indicazione)

### a) Hinweiszeichen zur schnellen Orientierung (Segnali di indicazione semplice)

Bild 66 a: Parkplatz (Parcheggio). Das quadratische Zeichen ist normalerweise 60 Zentimeter lang, minimal 40 Zentimeter. Sollte es notwendig sein, Pfeile zur Orientierung anzufügen, hatte das Zeichen eine Größe von 90 × 60 Metern, beziehungsweise 60 × 40 Metern zu besitzen.[14]
Bild 66 b: Parkplatz links (Parcheggio a sinistra)
Bild 66 c: Parkplatz rechts (Parcheggio a destra)
Bild 66 d: Parkplatz geradeaus und links (Parcheggio avanti a sinistra)
Bild 66 e: Parkplatz geradeaus und rechts (Parcheggio avanti a destra)
Bild 66 f: Parkplatz geradeaus (Parcheggio avanti)
Bild 67: Krankenhaus (Ospedale)
Bild 68: Hilfsposten (Pronto soccorso)
Bild 69: Pannenhilfe (Assistenza meccanica)
Bild 70: Telefon (Telefono)
Bild 71: Tankstelle (Rifornimento)
Bild 72: Zeltplatz (Campeggio)
Bild 73: Wohnwagenplatz (Terreno per rimorchi abitabili)
Bild 74: Zelt- und Wohnwagenplatz (Campeggio e rimorchi)
Bild 75: Beispiel mit Richtungspfeil und Entfernung für die Signale 66b bis 74 (Esempio di indicazione direzionale e di distanza inserita in un segnale della serie dalla 66b alla 74)
Bild 76: Verkehrspolizei (Polizia Stradale)
Bild 77: Carabinieri
Bild 78: Ende des Verkehrs in beiden Richtungen (Fine del doppio senso di circolazione)
Bild 79: Vorrang vor dem Gegenverkehr (Precedenza nei sensi unici alternati)
Bild 80 a: Vorwegweiser für Lastkraftwagenverkehr, linksweisend (Preavviso deviazione autocarri in transito a sinistra)
Bild 80 a: Vorwegweiser für Lastkraftwagenverkehr, rechtsweisend (Preavviso deviazione autocarri in transito a destra)
Bild 82 a: Einbahnstraße rechtsweisend (Senso unico a destra). Das Schild sollte normalerweise eine Größe von 80 × 25 Zentimeter besitzen.[15]
Bild 82 b: Einbahnstraße linksweisend (Senso unico a sinistra)
Bild 83 a: Beispiel für die Anwendung von Verkehrszeichen
Bild 83 b: Beispiel für die Anwendung von Verkehrszeichen
Bild 83 c: Beispiel für die Anwendung von Verkehrszeichen
Bild 83 d: Beispiel für die Anwendung von Verkehrszeichen
Bild 84: Semaforo a ... m. Das Zeichen sollte eine Größe von 80 × 140 Zentimetern besitzen.[16]
Bild 85: Taxistand (Taxi)[17]
Bild 87: auf ... Fahrspuren anordnen (Disporsi su ... file)
Bild 88: Langsamfahrstreifen (Corsia riservata ai veicoli lenti)
Bild 89: Durchfahrt mit Schneeketten oder Winterreifen (Transito con catene o pneumatici da neve)[17]
Bild 90: Benutzung der Fahrspuren zum Überholen, normalen Fahren und Nothalt (Solo sorpasso, marcia normale, sosta di emergenza)
Bild 91: Waldbrandgefahr (Foresta facilmente infiammabile). Dieses Zeichen konnte nach Sachlage angeordnet werden.[17]

### b) Vorwegweiser vor Kreuzungen (Segnale di preavviso di bivio)
Vorwegweiser mussten in einem Abstand zwischen 100 und 250 Metern vor der Kreuzung aufgestellt werden. Insbesondere auf Autobahnen war ein größerer Abstand zu wählen. Je nach Bedeutung des angekündigten Ortes konnte dessen Name fetter und größer dargestellt werden. Die Schilder waren 1000 × 1500 Millimeter groß, der weiße Rand 15 Millimeter breit. Die größere Schrift war 160 Millimeter hoch darzustellen. Ihre Schriftstärke lag bei 25 Millimetern. Bei der kleineren Schrift waren die Buchstaben 120 Millimeter hoch und die Schriftstärke lag bei 15 Millimetern.

Bild 92 a:Vorwegweiser vor Kreuzungen (Segnale di preavviso di bivio)
Bild 92 b: Vorwegweiser vor Kreuzungen (Segnale di preavviso di bivio)
Bild 92 c: Vorwegweiser vor Kreuzungen (Segnale di preavviso di bivio)
Bild 93 a: Vorwegweiser vor Kreuzungen integriert mit Gefahrenzeichen (Segnale di preavviso di bivio integrato)
Bild 93 b: Vorwegweiser vor Kreuzungen integriert mit Gefahrenzeichen (Segnale di preavviso di bivio integrato)
Bild 93 c: Vorwegweiser vor Kreuzungen integriert mit Vorschriftszeichen (Segnale di preavviso di bivio integrato)
Bild 93 c: Vorwegweiser vor Kreuzungen integriert mit Vorschriftszeichen (Segnale di preavviso di bivio integrato)
Bild 93 e: Bahnübergang an der Kreuzung (Passaggio a livello sulla diramazione)
Bild 93 f: Bahnübergang an der Kreuzung (Passaggio a livello sulla diramazione)
Bild 94 a: Andere Vorwegweiser vor Kreuzungen (Altri segnali di preavviso di bivio)
Bild 94 b: Andere Vorwegweiser vor Kreuzungen (Altri segnali di preavviso di bivio)
Bild 94 c: Andere Vorwegweiser vor Kreuzungen (Altri segnali di preavviso di bivio)
Bild 94 d: Andere Vorwegweiser vor Kreuzungen (Altri segnali di preavviso di bivio)
Bild 95: Wegweiser über der Fahrbahn (Preavviso di bivio a portale)
Bild 96: Gegliederter Vorwegweiser (Preavviso di canalizzazione)

### c) Wegweiser (Segnali di direzione)

Bild 100: Wegweiser (Segnale di direzione)
Bild 100: Wegweiser (Segnale di direzione)
Bild 100: Wegweiser (Segnale di direzione)
Bild 100: Wegweiser (Segnale di direzione)
Bild 100: Wegweiser (Segnale di direzione)
Bild 100: Wegweiser (Segnale di direzione)
Bild 100: Wegweiser (Segnale di direzione)
Bild 100: Wegweiser (Segnale di direzione)
Bild 100: Wegweiser (Segnale di direzione)
Bild 100: Wegweiser für Camping (Segnale di direzione per campeggio)
Bild 81 a: Wegweiser für Lastkraftwagenverkehr (Deviazione autocarri in transito)
Bild 81 b: Wegweiser für Lastkraftwagenverkehr (Deviazione autocarri in transito)
Bild 101: Wegweiser mit Nummernschild (Segnale di direzione e di indicazione di strade)

### d) Ortstafeln (Segnali di località)

Bild 97 a: Ortstafel (Segnale di località)
Bild 97 b: Ortstafel - Fraktion (Segnale di località - frazione)

### e) Entfernungstafel (Segnali di conferma)

Bild 103 a: Entfernungstafel (Segnale di conferma)
Bild 103 a: Entfernungstafel auf der Autobahn (Segnale di conferma)

### f) Zeichen zur Kennzeichnung von Straßen (Segnali di identificazione stradale)

Bild 102 a: Nummernschild für Europastraßen (Segnale identificativo di Itinerario Internazionale)
Bild 102 a: Nummernschild für Staatsstraßen (Segnale identificativo di strada statale)
Bild 102 a: Nummernschild für Provinzialstraßen (Segnale identificativo di strada provinciale)
Bild 102 a: Nummernschild für Gemeindestraßen (Segnale identificativo di strada comunale)

### g) Zeichen für Vorfahrtstraßen (Segnali di inizio, ripetizione e fine del diritto di precedenza)

Bild 99 a: Vorfahrtstraße (Strada con diritto di precedenza)[19]
Bild 99 a: Ende der Vorfahrtstraße (Fine del diritto di precedenza)

### h) touristische Hinweiszeichen (Segnale turistico)

Bild 98: touristische Hinweiszeichen (Segnale turistico)
Bild 98: andere Richtungspfeile zur Verwendung in Touristenschildern

## Sonstiges

Bild 104 a: Richtungstafel (pannello segnaletico di curva)
Bild 104 b: Richtungstafel (pannello segnaletico di curva)